# 한문준
한문준(韓文俊, 1118년 ~ 1190년)은 고려 중기의 문신으로, 본관은 대흥(大興)이다.

## 생애
어려서부터 글짓기에 능했으며, 인종(仁宗)조에 과거에 급제하여 재주와 명성으로 세상에 알려졌다.
장주(長州)·장흥(長興)·남원(南原) 세 고을의 부사(副使)와 남경부유수(南京副留守)를 역임하며 가는 곳마다 백성에게 두루 혜택을 주는 행정을 펼쳤는데,
문인(門人) 오세재(吳世材)가 일찍이 “남녘에서는 세 군(郡)의 풍속을 되살렸고, 동쪽에서는 한 주(州)의 백성을 어루만졌네”라는 시를 지어 보내니, 사람들이 사실 그대로를 옮겨 놓은 시라고 평하였다.
1175년(명종 5) 대부경(大府卿)으로서 문과의 동지공거(同知貢擧)를 맡아 진간공(秦幹公) 등 34명에게 급제를 주었으며, 이후 우승선(右承宣)으로 발탁되었다가 다시 추밀원부사(樞密院副使)로 승직되었다.
1178년(명종 8) 문과의 지공거(知貢擧)를 맡아 진광순(陳光恂) 등 37명에게 급제를 주었으며, 이듬해 송유인(宋有仁)과 뜻이 맞지 않아 판사재시사(判司宰寺事)로 좌천되었다.
그러나 송유인은 같은 해 경대승(慶大升)에 의해 자기 장인인 정중부(鄭仲夫)와 함께 살해되었다.
1180년(명종 10) 참지정사(參知政事)·태자소보(太子少保), 이듬해 보문각태학사(寶文閣太學士)·판예부사(判禮部事)를 차례로 역임했고, 1182년(명종 12) 정당문학(政堂文學)으로서 다시 문과의 지공거를 맡아 허징(許徵) 등 34인에게 급제를 주었다.
이듬해 판병부사(判兵部事)를 겸임했다가, 1184년(명종 14) 문하시랑평장사(門下侍郞平章事)·판이부사(判吏部事)로 승진했는데, 이 때 관리들의 인사를 공정하게 처리하였다.
이듬해 별자리에 변고(재변)이 나타나자 임금에게 차자(箚子; 상소문)를 올려 사직을 청했으나 허락받지 못했고, 일흔이 되던 해에 은퇴했다.
집에 있으면서 날마다 은사(隱士)나 시객(詩客)들과 더불어 시와 술로 세월을 보냈으며, 1190년(명종 20) 졸하자 임금이 사흘 동안 조회를 정지하고 정의(貞懿)라는 시호를 내렸다.

## 평가
『고려사』는 한문준에 대해 그의 열전에서 이렇게 평했다.
| “ | 한문준은 사람을 알아보는 안목이 있어, 세 번이나 예위(禮闈)를 주관하면서 선발한 인재 중에 이름난 선비가 많았다. | ” |

## 가족 관계
※아버지인 한유충의 묘지명에 근거했다.
- 증조 - 한억(韓億) : 증(贈) 우복야(右僕射)·수좌사낭중(守左司郞中)·기거주(起居注)·지제고(知制誥)
  - 조부 - 한원경(韓元卿) : 검교우복야(檢校右僕射)·수호부시랑(守戶部侍郞)·어서검토관(御書檢討官)
    - 아버지 - 한유충(韓惟忠, 1080년 ~ 1146년) : 검교태위(檢校太尉)·수사공(守司空)·중서시랑동중서문하평장사(中書侍郞同中書門下平章事)·판공부사(判工部事), 경렬공(敬烈公)
    - 어머니 - 이부상서(吏部尙書)· 문덕전학사(文德殿學士)·지제고 김상우(金商佑)의 차녀
      - 형 - 이름 미상, 2살에 사망
      - 형 - 한문유(韓文裕)
      - 형 - 한문혜(韓文慧) : 승려, 영복사(永福寺) 주지

## 한문준이 등장한 작품
- 《무인시대》 KBS, 2003년~2004년, 배우 : 김성원